# Majkong
Majkong (Cerdocyon) – rodzaj ssaków z rodziny psowatych (Canidae).

## Zasięg występowania
Rodzaj obejmuje jeden występujący współcześnie gatunek zamieszkujący Amerykę Południową.

## Morfologia
Długość ciała 57–77,5 cm, długość ogona 22–41 cm; masa ciała 4,5–5,8 kg.

## Systematyka
Rodzaj zdefiniował w 1839 roku angielski przyrodnik Charles Hamilton Smith w publikacji własnego autorstwa poświęconej historii naturalnej psowatych z serii wydawniczej The Naturalist’s Library. Smith wymienił cztery gatunki – Canis azarae Wied-Neuwied, 1824, Cerdocyon guaraxa C.H. Smith, 1839 (= Canis thous Linnaeus, 1766), Vulpes magellanica Gray, 1837 (synonym, = Canis culpaeus G.I. Molina, 1782) i Cerdocyon mesoleucus C.H. Smith, 1839 (nomen dubium) – nie wskazując gatunku typowego; w ramach późniejszego oznaczenia w 1914 roku angielski zoolog Oldfield Thomas na typ nomenklatoryczny wyznaczył Canis azarae Wied-Neuwied, 1824.

### Etymologia
- Cerdocyon: gr. κερδω kerdō ‘lis’; κυων kuōn, κυνος kunos ‘pies’[10].
- Thous: gr. θως thōs, θωος thōos ‘szakal’[11]. Gatunek typowy (absolutna tautonimia): Canis cancrivorus Brongniart, 1792 (= Canis thous Linnaeus, 1766).
- Carcinocyon: καρκινος karkinos ‘krab’[12]; κυων kuōn, κυνος kunos ‘pies’[13]. Gatunek typowy (oryginalne oznaczenie): Canis thous Linnaeus, 1766.

### Podział systematyczny
Takson siostrzany w stosunku do Nyctereutes. Do rodzaju należy jeden występujący współcześnie gatunek:
- Cerdocyon thous (Linnaeus, 1766) – majkong krabożerny

Opisano również gatunek wymarły z pliocenu Ameryki Północnej, jednak jego przynależność do Cerdocyon jest niepewna i z analizy filogenetycznej przeprowadzonej przez Ruiza-Ramoniego i współpracowników w 2020 roku wynika, że gatunek ten jest bliżej spokrewniony z przedstawicielami wyróżnianego niekiedy plemienia Vulpini (Vulpes, Nyctereutes i Otocyon).
- Cerdocyon texanus Tedford, Wang Xiaoming & B.E. Taylor, 2009